# Nepenthes veitchii
Nepenthes veitchii är en tvåhjärtbladig växtart som beskrevs av Joseph Dalton Hooker. Nepenthes veitchii ingår i släktet Nepenthes och familjen Nepenthaceae. Inga underarter finns listade i Catalogue of Life.

## Bildgalleri

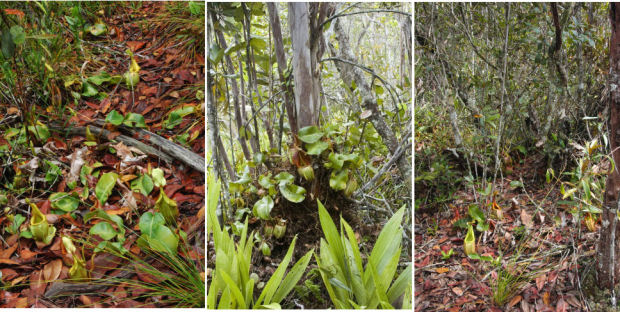
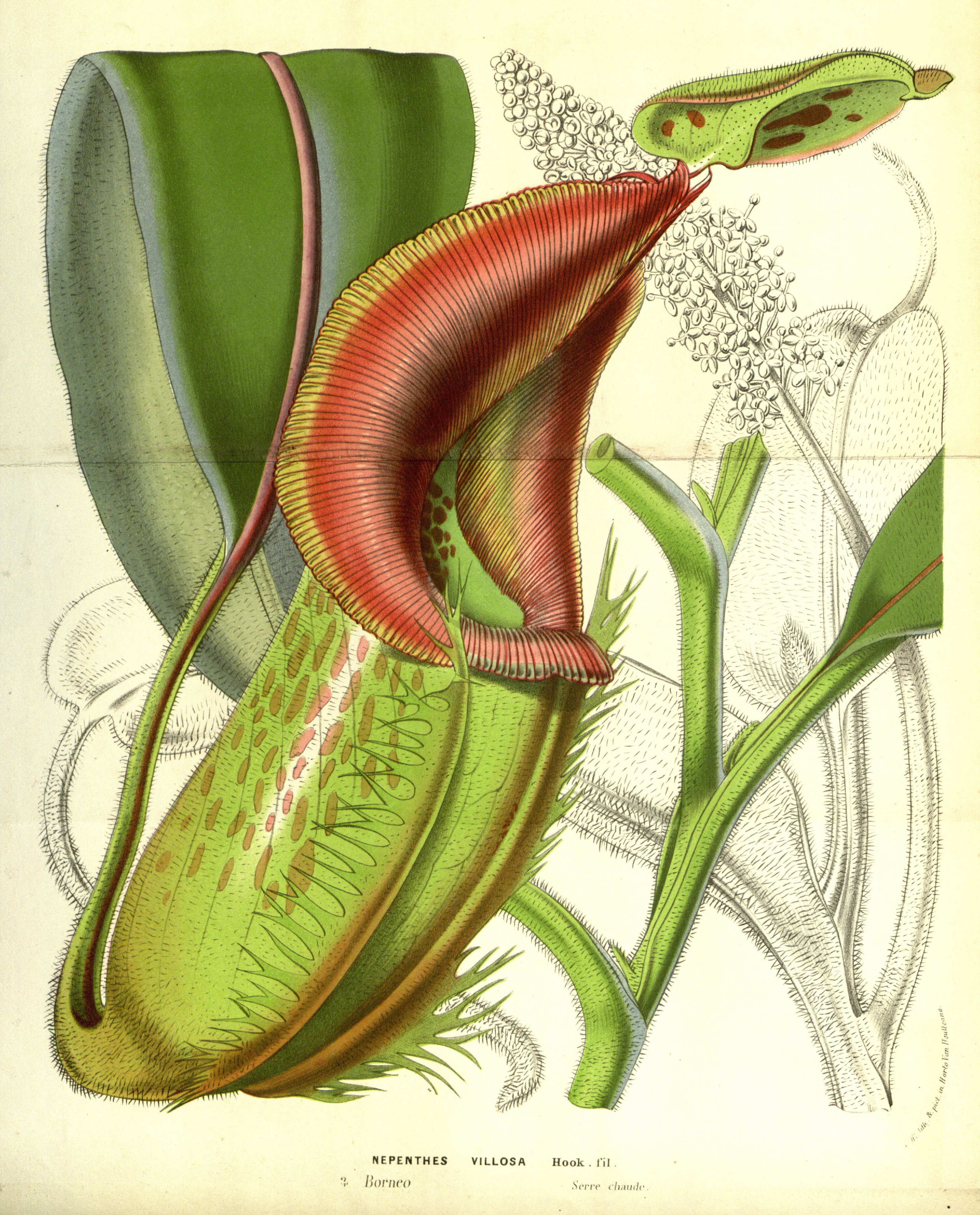
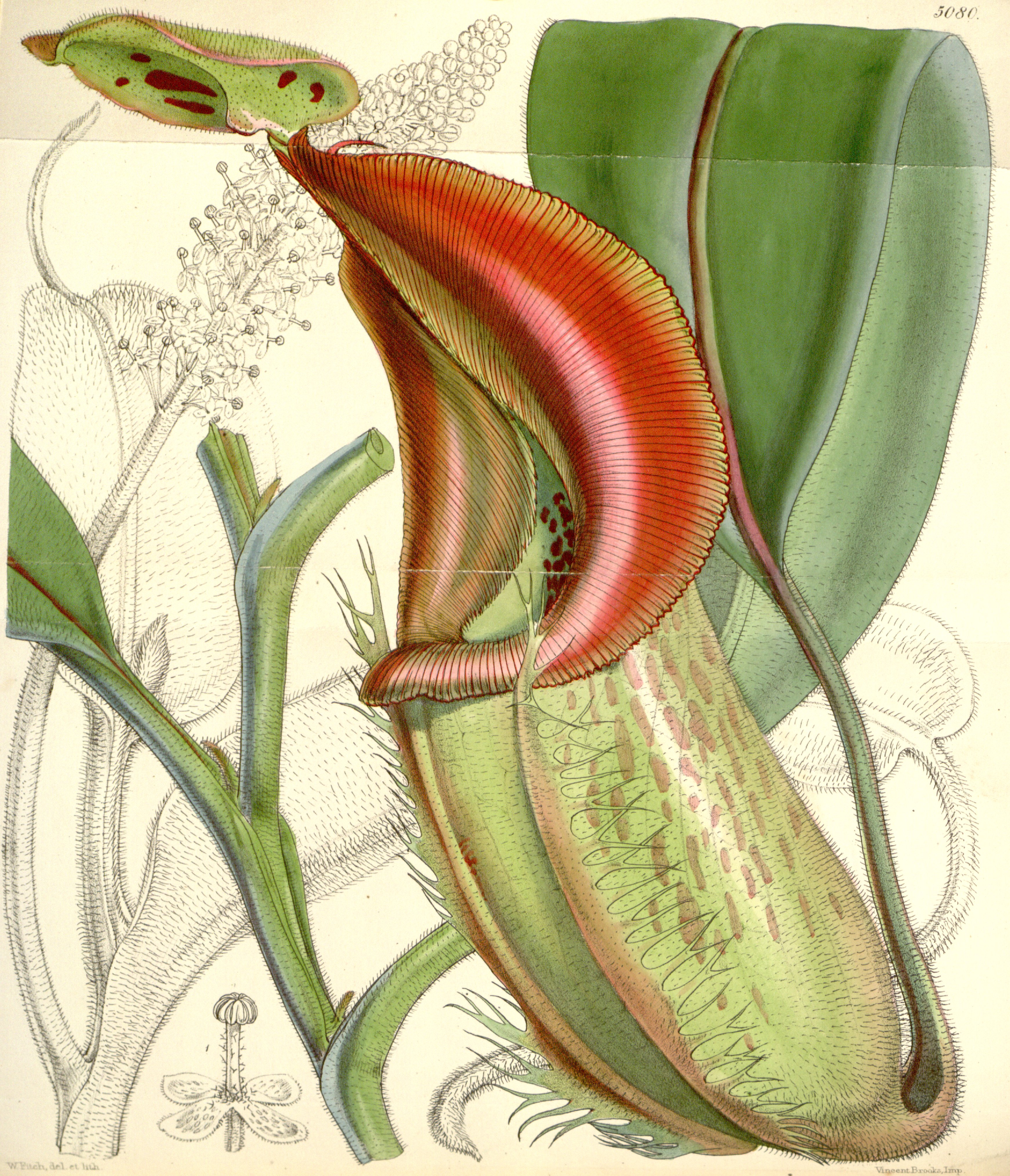
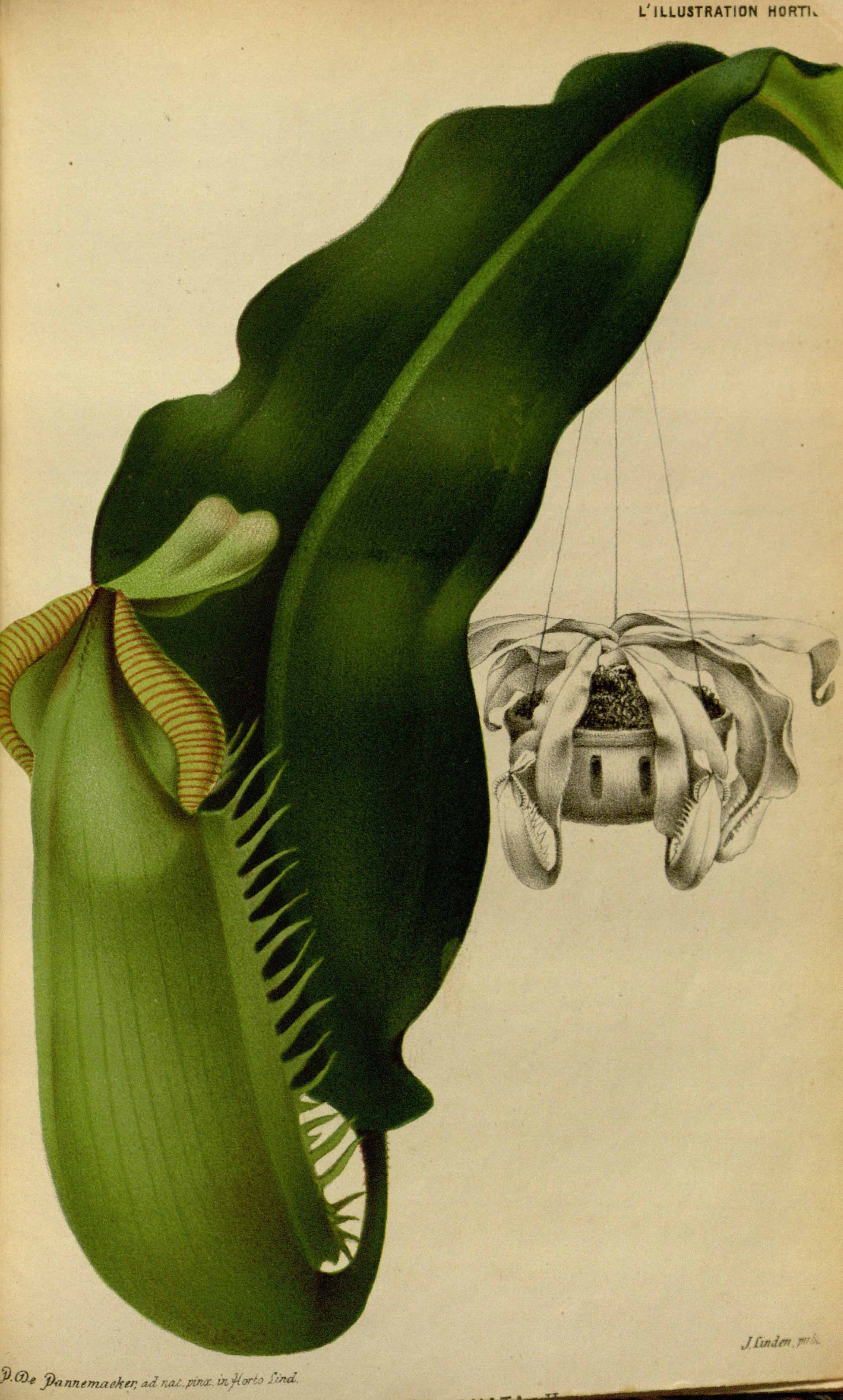
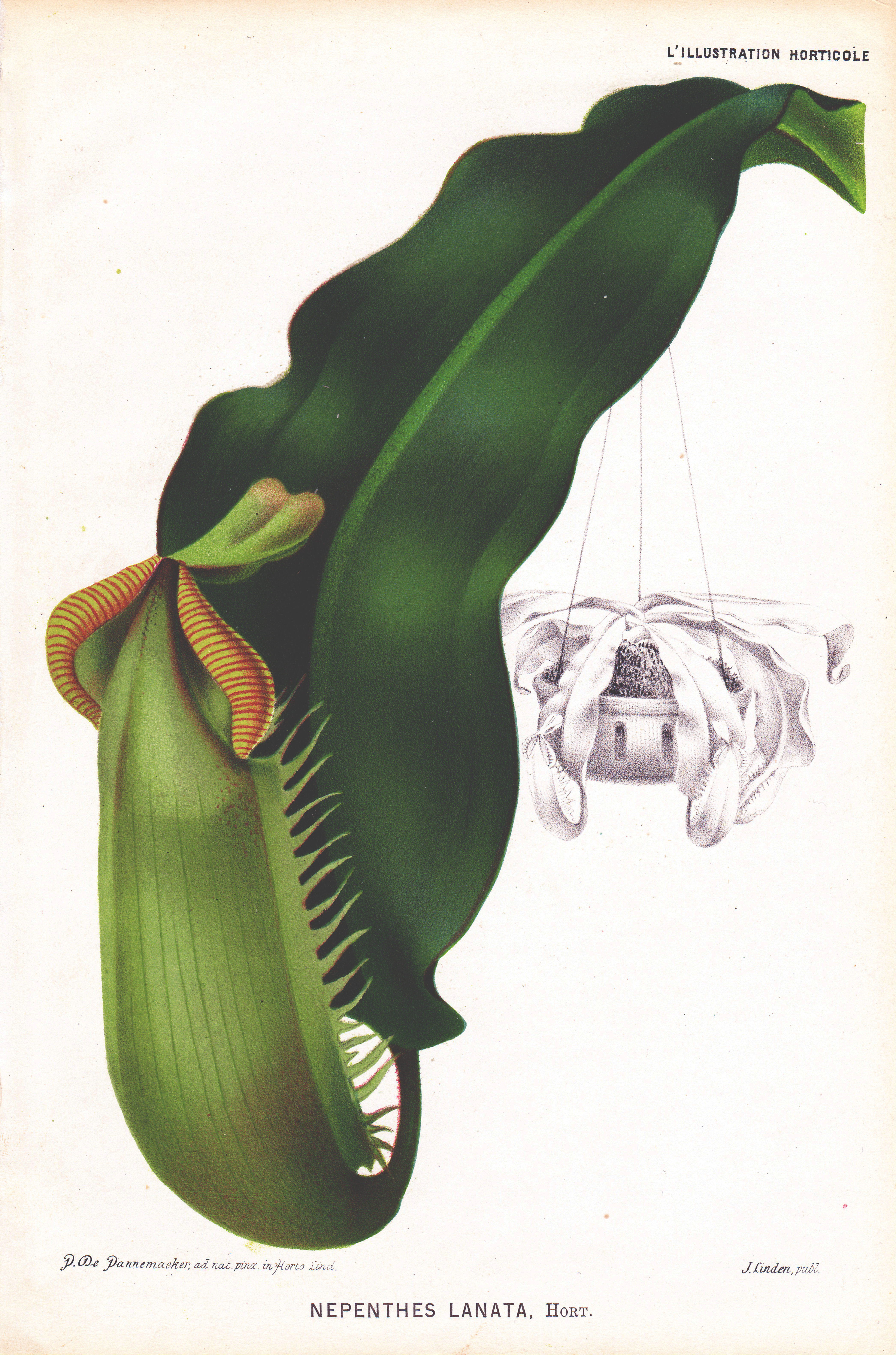
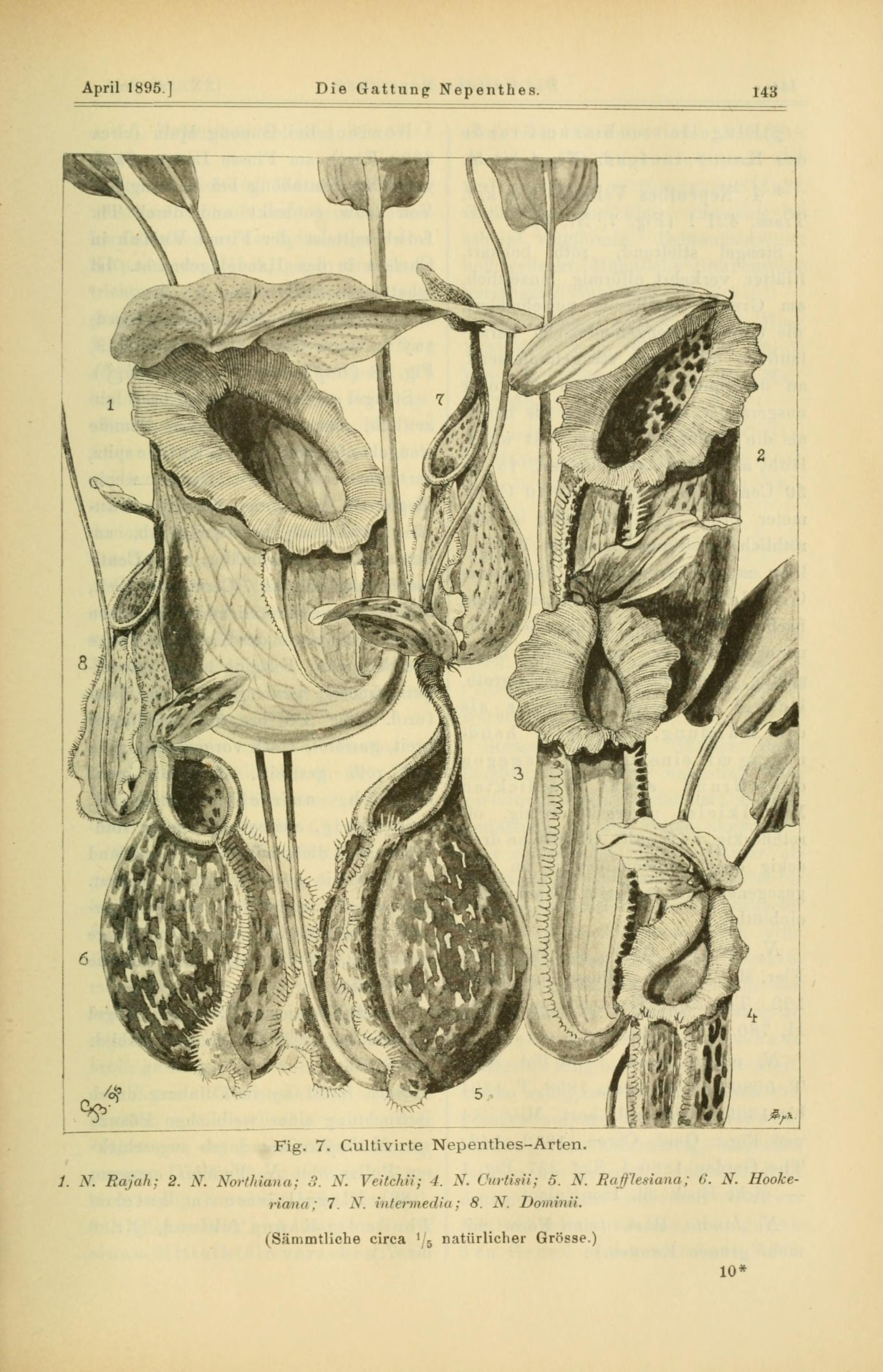